# Agroeca inopina
Espèce
Agroeca inopina est une espèce d'araignées aranéomorphes de la famille des Liocranidae.

## Distribution
Cette espèce se rencontre en Europe, en Algérie, en Turquie et en Iran.

## Description
Les mâles mesurent de 3,5 à 4,5 mm et les femelles de 4,5 à 7,5 mm.

## Systématique et taxinomie
Cette espèce a été décrite par O. Pickard-Cambridge en 1886.

## Publication originale
- O. Pickard-Cambridge, 1886 : « On some new and rare British spiders. » Proceedings of the Dorset Natural History and Antiquarian Field Club, vol. 7, p. 70-78.